# Jaime Jefferson
Pour les articles homonymes, voir Jefferson.
Jaime Jefferson Guilarte (né le 17 janvier 1962 à Guantánamo) est un athlète cubain spécialiste du saut en longueur.
Vainqueur des Jeux panaméricains en 1983 et 1991, et des Championnats d'Amérique centrale et des Caraïbes en 1985 et 1989, Jaime Jefferson remporte la médaille d'argent des Championnats du monde en salle de 1991, où il s'incline face à l'Allemand Dietmar Haaf, ainsi que la médaille de bronze des Championnats du monde en salle de 1993. Il se classe sixième des Championnats du monde de Rome, en 1987, et cinquième des Jeux olympiques de Barcelone, en 1992.
Ses records personnels sont de 8,53 m en extérieur, le 12 mai 1990 à La Havane, et de 8,10 m en salle, le 8 mars 1991 à Séville.

## Palmarès
| Année | Compétition                                      | Lieu          | Place |
| ----- | ------------------------------------------------ | ------------- | ----- |
| 1983  | Jeux panaméricains                               | Caracas       | 1er   |
| 1983  | Championnats d'Amérique centrale et des Caraïbes | La Havane     | 3e    |
| 1984  | Jeux de l'Amitié                                 | Moscou        | 2e    |
| 1985  | Championnats d'Amérique centrale et des Caraïbes | Nassau        | 1er   |
| 1987  | Championnats du monde en salle                   | Indianapolis  | 10e   |
| 1987  | Jeux panaméricains                               | Indianapolis  | 3e    |
| 1987  | Championnats du monde                            | Rome          | 6e    |
| 1989  | Championnats du monde en salle                   | Budapest      | 5e    |
| 1989  | Championnats d'Amérique centrale et des Caraïbes | San Juan      | 1er   |
| 1991  | Championnats du monde en salle                   | Séville       | 2e    |
| 1991  | Jeux panaméricains                               | La Havane     | 1er   |
| 1991  | Championnats du monde                            | Tokyo         | 9e    |
| 1992  | Jeux olympiques                                  | Barcelone     | 5e    |
| 1993  | Championnats du monde en salle                   | Toronto       | 3e    |
| 1993  | Championnats d'Amérique centrale et des Caraïbes | Cali          | 3e    |
| 1995  | Jeux panaméricains                               | Mar del Plata | 2e    |
| 1997  | Championnats d'Amérique centrale et des Caraïbes | San Juan      | 2e    |